# デヴィッド・ガイラー
デヴィッド・ガイラー（David Giler、1943年6月23日 - 2020年12月19日）は、アメリカ合衆国の脚本家、映画プロデューサーである。『エイリアン』シリーズの製作で知られる。
女優のナンシー・クワンは元妻である。

## フィルモグラフィ

### テレビシリーズ
- ギャラント・メン The Gallant Men (1962) 1話脚本
- Kraft Suspense Theatre (1964) 1話脚本
- バークにまかせろ Burke's Law (1965) 1話脚本
- 0011ナポレオン・ソロ The Man from U.N.C.L.E. (1967) 1話脚本
- 0022アンクルの女 The Girl from U.N.C.L.E. (1967) 1話脚本
- The Bold Ones (1969) 1話脚本
- ハリウッド・ナイトメア Tales from the Crypt (1998-1996) 製作総指揮

### 映画
- マイラ Myra Breckinridge (1970) 脚本
- パララックス・ビュー The Parallax View (1974) 脚本
- The Black Bird (1975) 監督・脚本・出演
- おかしな泥棒 ディック&ジェーン Fun with Dick and Jane (1977) 脚本
- エイリアン Alien (1979) 製作
- サザン・コンフォート/ブラボー小隊 恐怖の脱出 Southern Comfort (1981) 脚本・製作
- マネー・ピット The Money Pit (1986) 脚本・製作総指揮
- エイリアン2 Aliens (1986) 原案・製作総指揮
- のるかそるか Let It Ride (1989) 製作
- エイリアン3 Alien 3 (1992) 脚本・製作
- ボーデロ・オブ・ブラッド/血まみれの売春宿 Bordello of Blood（1996）- 製作総指揮
- エイリアン4 Alien: Resurrection (1997) 製作
- デッドロック Undisputed (2002) 脚本・製作
- デス・ヴィレッジ Ritual (2002) 製作
- エイリアンVSプレデター Alien vs. Predator (2004) 製作
- AVP2 エイリアンズVS.プレデター Aliens vs. Predator: Requiem (2007) 製作
- プロメテウス Prometheus (2012) 製作
- Alien: Covenant (2017) 製作